# Christoph Kuffner
Christoph Kuffner  (né le 28 juin 1777 à Vienne; † 7 novembre 1846 Vienne) est un poète autrichien.

## Biographie
Christoph Kuffner était conseiller auprès du Hofkriegsrat (Conseil de Guerre Impérial) et à partir de 1818, éditeur du Wiener Zeitschrift für Kunst, Literatur und Mode, une influente revue viennoise sur l'art, la littérature et la mode, fondée et publiée par Johann Schickh. Le magazine a été publié de 1816 à 1848 et est l'une des sources les plus importantes de la vie culturelle viennoise de cette époque.
Aujourd'hui, Kuffner est surtout connu comme le librettiste de la Fantaisie Chorale op. 80 de Beethoven. Comme Beethoven lui-même était peu satisfait du texte et dissimulait le nom du librettiste (la première édition a été publiée sans le nom de l'auteur du texte), on se demanda longtemps qui avait écrit les paroles. Cependant dans une critique de la création de l'œuvre, que Beethoven a rédigée en personne le 22 décembre 1808, le nom de Kuffner est explicitement mentionné comme étant le librettiste. L'élève de Beethoven, Carl Czerny, désigne aussi Kuffner comme l'auteur des paroles.

## Œuvres (liste partielle)
- Christoph Kuffner, Mälzl und seine musikalischen Kunstwerke, in: Vaterländische Blätter, Wien, Jg. 1, Nr. 14 vom 24. Juni 1808, S. 112–115 (Digitalisat)

## Source
- (de) Cet article est partiellement ou en totalité issu de l’article de Wikipédia en allemand intitulé « Christoph Kuffner » (voir la liste des auteurs).